# Ельбська філармонія
Ельбська філармонія (нім. Elbphilharmonie) — концертна зала Гамбурга, розташована на острові Грасброок на Ельбі.

## Історія
Проект розробило швейцарське архітектурне бюро «Херцог і де Мьорон». Спочатку планувалося здати в експлуатацію в 2010 році. Проте у зв'язку із багаторазовими затримками будівля була здана тільки у січні 2017 року. Ціна будівництва при цьому виросла з попередніх 77 до 789 мільйонів євро.
Урочисте відкриття головної концертної зали пройшло 11 січня 2017 року, після 10 років будівництва. Першим виступом став концерт Симфонічного оркестру Північнонімецького радіо «Zum Raum wird hier die Zeit».

## Опис
Висота 26-поверхового будинку складає 110 метрів. Крім великої концертної зали на 2100 місць і малої зали на 550 місць в будівлі розташований готель на 244 кімнати, 45 квартир, магазини, ресторани і парковка. На восьмому поверсі розташований оглядовий майданчик, відкритий для вільного відвідування.